# AAPT Championships 2002 - Qualificazioni singolare
Le qualificazioni del singolare  dell'AAPT Championships 2002 sono state un torneo di tennis preliminare per accedere alla fase finale della manifestazione. I vincitori dell'ultimo turno sono entrati di diritto nel tabellone principale. In caso di ritiro di uno o più giocatori aventi diritto a questi sono subentrati i lucky loser, ossia i giocatori che hanno perso nell'ultimo turno ma che avevano una classifica più alta rispetto agli altri partecipanti che avevano comunque perso nel turno finale.
Le qualificazioni del torneo AAPT Championships 2002 prevedevano 32 partecipanti di cui 4 sono entrati nel tabellone principale.

## Teste di serie
1. Ramón Delgado (Qualificato)
2. Assente
3. Hyung-Taik Lee (secondo turno)
4. Tomas Behrend (primo turno)

1. David Prinosil (primo turno)
2. Mardy Fish (primo turno)
3. Jurij Ščukin (primo turno)
4. Paul-Henri Mathieu (Qualificato)

## Qualificati
1. Ramón Delgado
2. Alex Kim

1. Richard Fromberg
2. Paul-Henri Mathieu

## Tabellone

### Legenda
| - Q = Qualificato - WC = Wild card - LL = Lucky loser | - ALT = Alternate - SE = Special Exempt - PR = Protected Ranking | - w/o = Walkover - r = Ritirato - d = Squalificato |

### Sezione 1
|  | Primo turno     | Primo turno          | Primo turno          | Primo turno | Primo turno |  |  | Secondo turno        | Secondo turno        | Secondo turno        | Secondo turno | Secondo turno |   |   | Ultimo turno | Ultimo turno  | Ultimo turno  | Ultimo turno | Ultimo turno |  |
|  |                 |                      |                      |             |             |  |  |                      |                      |                      |               |               |   |   |              |               |               |              |              |  |
|  | 1               | Ramón Delgado        | 4                    | 6           | 6           |  |  |                      |                      |                      |               |               |   |   |              |               |               |              |              |  |
|  |                 | Olivier Patience     | 6                    | 3           | 2           |  |  | 1                    | Ramón Delgado        | Ramón Delgado        | 6             | 6             |   |   |              |               |               |              |              |  |
|  | Joseph Sirianni | Joseph Sirianni      | Joseph Sirianni      | 7           | 6           |  |  |                      | Joseph Sirianni      | Joseph Sirianni      | 2             | 3             |   |   |              |               |               |              |              |  |
|  | Nicolas Mahut   | Nicolas Mahut        | Nicolas Mahut        | 65          | 3           |  |  |                      |                      |                      |               |               |   |   | 1            | Ramón Delgado | Ramón Delgado | 6            | 6            |  |
|  | Wayne Black     | Wayne Black          | Wayne Black          | 6           | 6           |  |  |                      |                      |                      | Wayne Black   | Wayne Black   | 2 | 4 |              |               |               |              |              |  |
|  | Alexander Waske | Alexander Waske      | Alexander Waske      | 4           | 2           |  |  | Wayne Black          | Wayne Black          | Wayne Black          | 6             | 6             |   |   |              |               |               |              |              |  |
|  |                 | Sébastien de Chaunac | Sébastien de Chaunac | 6           | 6           |  |  | Sébastien de Chaunac | Sébastien de Chaunac | Sébastien de Chaunac | 4             | 2             |   |   |              |               |               |              |              |  |
|  | 7               | Jurij Ščukin         | Jurij Ščukin         | 2           | 2           |  |  |                      |                      |                      |               |               |   |   |              |               |               |              |              |  |

### Sezione 2
|  | Primo turno        | Primo turno        | Primo turno        | Primo turno | Primo turno |  |  | Secondo turno    | Secondo turno    | Secondo turno   | Secondo turno | Secondo turno |   |   | Ultimo turno     | Ultimo turno     | Ultimo turno     | Ultimo turno | Ultimo turno |  |
|  |                    |                    |                    |             |             |  |  |                  |                  |                 |               |               |   |   |                  |                  |                  |              |              |  |
|  | Julien Benneteau   | Julien Benneteau   | Julien Benneteau   | 6           | 7           |  |  |                  |                  |                 |               |               |   |   |                  |                  |                  |              |              |  |
|  | Thierry Ascione    | Thierry Ascione    | Thierry Ascione    | 2           | 65          |  |  | Julien Benneteau | Julien Benneteau | 6               | 3             | 7             |   |   |                  |                  |                  |              |              |  |
|  | Björn Phau         | Björn Phau         | Björn Phau         | 6           | 6           |  |  | Björn Phau       | Björn Phau       | 4               | 6             | 63            |   |   |                  |                  |                  |              |              |  |
|  | Jan Frode Andersen | Jan Frode Andersen | Jan Frode Andersen | 3           | 4           |  |  |                  |                  |                 |               |               |   |   | Julien Benneteau | Julien Benneteau | Julien Benneteau | 2            | 3            |  |
|  | Alex Kim           | Alex Kim           | 6                  | 4           | 6           |  |  |                  |                  | Alex Kim        | Alex Kim      | Alex Kim      | 6 | 6 |                  |                  |                  |              |              |  |
|  | Alun Jones         | Alun Jones         | 4                  | 6           | 1           |  |  | Alex Kim         | Alex Kim         | Alex Kim        | 6             | 6             |   |   |                  |                  |                  |              |              |  |
|  |                    | Nicolas Thomann    | Nicolas Thomann    | 6           | 6           |  |  | Nicolas Thomann  | Nicolas Thomann  | Nicolas Thomann | 1             | 2             |   |   |                  |                  |                  |              |              |  |
|  | 6                  | Mardy Fish         | Mardy Fish         | 2           | 3           |  |  |                  |                  |                 |               |               |   |   |                  |                  |                  |              |              |  |

### Sezione 3
|  | Primo turno      | Primo turno      | Primo turno | Primo turno | Primo turno |  |  | Secondo turno  | Secondo turno    | Secondo turno  | Secondo turno  | Secondo turno  |   |   | Ultimo turno     | Ultimo turno     | Ultimo turno     | Ultimo turno | Ultimo turno |  |
|  |                  |                  |             |             |             |  |  |                |                  |                |                |                |   |   |                  |                  |                  |              |              |  |
|  | 3                | Hyung-Taik Lee   | 2           | 7           | 6           |  |  |                |                  |                |                |                |   |   |                  |                  |                  |              |              |  |
|  |                  | Dejan Petrović   | 6           | 5           | 0           |  |  | 3              | Hyung-Taik Lee   | 64             | 6              | 1              |   |   |                  |                  |                  |              |              |  |
|  | Richard Fromberg | Richard Fromberg | 4           | 7           | 6           |  |  |                | Richard Fromberg | 7              | 4              | 6              |   |   |                  |                  |                  |              |              |  |
|  | Martin Verkerk   | Martin Verkerk   | 6           | 65          | 2           |  |  |                |                  |                |                |                |   |   | Richard Fromberg | Richard Fromberg | Richard Fromberg | 6            | 6            |  |
|  | Grégory Carraz   | Grégory Carraz   | 6           | 4           | 7           |  |  |                |                  | Grégory Carraz | Grégory Carraz | Grégory Carraz | 4 | 4 |                  |                  |                  |              |              |  |
|  | Peter Luczak     | Peter Luczak     | 1           | 6           | 5           |  |  | Grégory Carraz | Grégory Carraz   | Grégory Carraz | 6              | 6              |   |   |                  |                  |                  |              |              |  |
|  |                  | Jaymon Crabb     | 2           | 7           | 6           |  |  | Jaymon Crabb   | Jaymon Crabb     | Jaymon Crabb   | 3              | 3              |   |   |                  |                  |                  |              |              |  |
|  | 5                | David Prinosil   | 6           | 62          | 2           |  |  |                |                  |                |                |                |   |   |                  |                  |                  |              |              |  |

### Sezione 4
|  | Primo turno    | Primo turno        | Primo turno        | Primo turno | Primo turno |  |  | Secondo turno | Secondo turno      | Secondo turno      | Secondo turno      | Secondo turno      |   |   | Ultimo turno | Ultimo turno  | Ultimo turno  | Ultimo turno | Ultimo turno |  |
|  |                |                    |                    |             |             |  |  |               |                    |                    |                    |                    |   |   |              |               |               |              |              |  |
|  |                | Jeff Morrison      | 6                  | 5           | 7           |  |  |               |                    |                    |                    |                    |   |   |              |               |               |              |              |  |
|  | 4              | Tomas Behrend      | 3                  | 7           | 5           |  |  | Jeff Morrison | Jeff Morrison      | Jeff Morrison      | 6                  | 6                  |   |   |              |               |               |              |              |  |
|  | Bob Bryan      | Bob Bryan          | Bob Bryan          | 7           | 7           |  |  | Bob Bryan     | Bob Bryan          | Bob Bryan          | 1                  | 3                  |   |   |              |               |               |              |              |  |
|  | Takao Suzuki   | Takao Suzuki       | Takao Suzuki       | 68          | 68          |  |  |               |                    |                    |                    |                    |   |   |              | Jeff Morrison | Jeff Morrison | 65           | 64           |  |
|  | Noam Behr      | Noam Behr          | 6                  | 1           | 6           |  |  |               |                    | 8                  | Paul-Henri Mathieu | Paul-Henri Mathieu | 7 | 7 |              |               |               |              |              |  |
|  | Jérôme Haehnel | Jérôme Haehnel     | 3                  | 6           | 2           |  |  |               | Noam Behr          | Noam Behr          | 1                  | 3                  |   |   |              |               |               |              |              |  |
|  | 8              | Paul-Henri Mathieu | Paul-Henri Mathieu | 6           | 6           |  |  | 8             | Paul-Henri Mathieu | Paul-Henri Mathieu | 6                  | 6                  |   |   |              |               |               |              |              |  |
|  |                | Christian Vinck    | Christian Vinck    | 1           | 2           |  |  |               |                    |                    |                    |                    |   |   |              |               |               |              |              |  |